# Léonie Martin

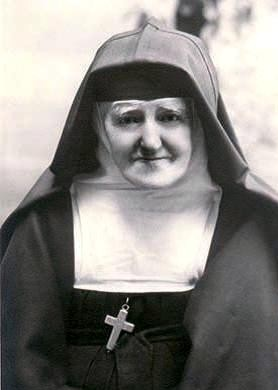
Sr. Françoise-Thérèse Martin OVM im Alter von 77 Jahren

Léonie Martin, Ordensname Françoise-Thérèse, (* 3. Juni 1863 in Alençon, Frankreich; † 16. Juni 1941 in Caen, Frankreich) war eine Nonne im Kloster der Heimsuchung Mariens in Caen. Léonie war das dritte Kind der hll. Zélie und Louis Martin und Schwester der hl. Therese von Lisieux. Ihr Seligsprechungsprozess wurde im Jahr 2015 eröffnet.

## Leben
Léonie kam am 3. Juni 1863 in Alençon als dritte Tochter der Eheleute Zélie und Louis Martin zur Welt und wurde auf den Namen Marie-Léonie getauft. Sie war von schwacher Gesundheit und litt erst unter einer Art chronischem Keuchhusten und dann unter Masern mit sehr starken Krämpfen. Im Alter von 18 Monaten war sie dem Tode nahe, wurde aber wieder gesund. Die Eltern erklärten sich das durch die Fürsprache der heiligen Margareta Maria Alacoque. Da Léonie geistig zurückgeblieben schien und von anstrengendem Temperament war, war sie für die ganze Familie und besonders für ihre Mutter ein Grund tiefer Betrübnis und Sorge.
Ihre Schwestern Marie und Pauline wurden im Pensionat der Heimsuchungsschwestern in Le Mans erzogen, wo ihre Tante mütterlicherseits, Schwester Marie-Dosithée, Nonne war. Auch Léonie sollte das Pensionat besuchen, aber die Oberin wollte sie nicht aufnehmen. Ihre Tante erreichte aber die Erlaubnis zu einem Probeaufenthalt. Allerdings scheiterte der Versuch und Léonie wurde wieder nach Hause geschickt. Zuhause erhielt Léonie dann Privatunterricht, konnte dem Unterricht jedoch geistig nicht folgen. Die Briefe von Zélie Martin verraten ihre Besorgnis über Léonies emotionale und intellektuelle Spätentwicklung. Trotz ihrer liebevollen Fürsorge erreichte die Mutter keine Besserung des Widerspruchsgeistes Léonies. Es stellte sich heraus, dass Léonie über zwei Jahre lang von Louise, einem Hausmädchen, tyrannisiert und körperlich gezüchtigt wurde. Nach der Entlassung des Hausmädchens besserte sich Léonies Benehmen.
Leonies Tante Schwester Marie-Dosithée, die ihr sehr nahe stand, starb im Kloster von Le Mans am 24. Februar 1877. Léonie bat ihre Tante vor deren Tod darum, für sie im Himmel zu beten, dass sie „eine wirkliche Ordensfrau“ werde. Am 28. August 1877 starb Leonies Mutter, Zélie Martin, an Brustkrebs. Louis Martin zog mit seinen Töchtern Marie, Pauline, Léonie, Céline und Thérèse von Alençon nach Lisieux um, wo Isidore Guérin, der Bruder von Zélie Martin, mit seiner Familie wohnte.
Am 2. Oktober 1882 trat Léonies Schwester Pauline in den Karmel von Lisieux ein. 1886 wurde auch ihre Schwester Marie im selben Konvent aufgenommen. Auf einer Reise nach Alençon nutzte Léonie die Gelegenheit, um am 7. Oktober 1886 im dortigen Klarissenkloster um Aufnahme zu bitten. Allerdings verließ sie das Kloster im Dezember nach nur sieben Wochen wieder, da sie das Leben der Klarissen gesundheitlich nicht aushielt. Im darauffolgenden Jahr unternahm Léonie einen weiteren Versuch, ihrer geistlichen Berufung zu folgen, und trat in das Kloster des Ordens von der Heimsuchung in Caen ein. Nach sechs Monaten war Léonie jedoch gezwungen, auch diesen neuen Versuch abzubrechen. In Lisieux nutzte sie nun ihre Zeit, um Arme und Kranke zu besuchen, und kümmerte sich um Sterbende.
Am 9. April 1888 trat auch Thérèse Martin im Alter von nur 15 Jahren in den Karmel von Lisieux ein. Louis Martin erkrankte schwer und musste drei Jahre lang im Hospital Bon Sauveur in Caen untergebracht werden. Léonie und Céline umsorgten ihren Vater in dieser schweren Zeit.
Am 24. Juni 1893 machte Léonie einen zweiten Versuch, bei den Heimsuchungsschwestern in Caen, musste aber im Juli 1895 das Kloster krankheitsbedingt wieder verlassen. Unterdessen war ihr Vater am 29. Juli 1894 gestorben und auch ihre Schwester Céline im September 1894 in den Karmel von Lisieux eingetreten.

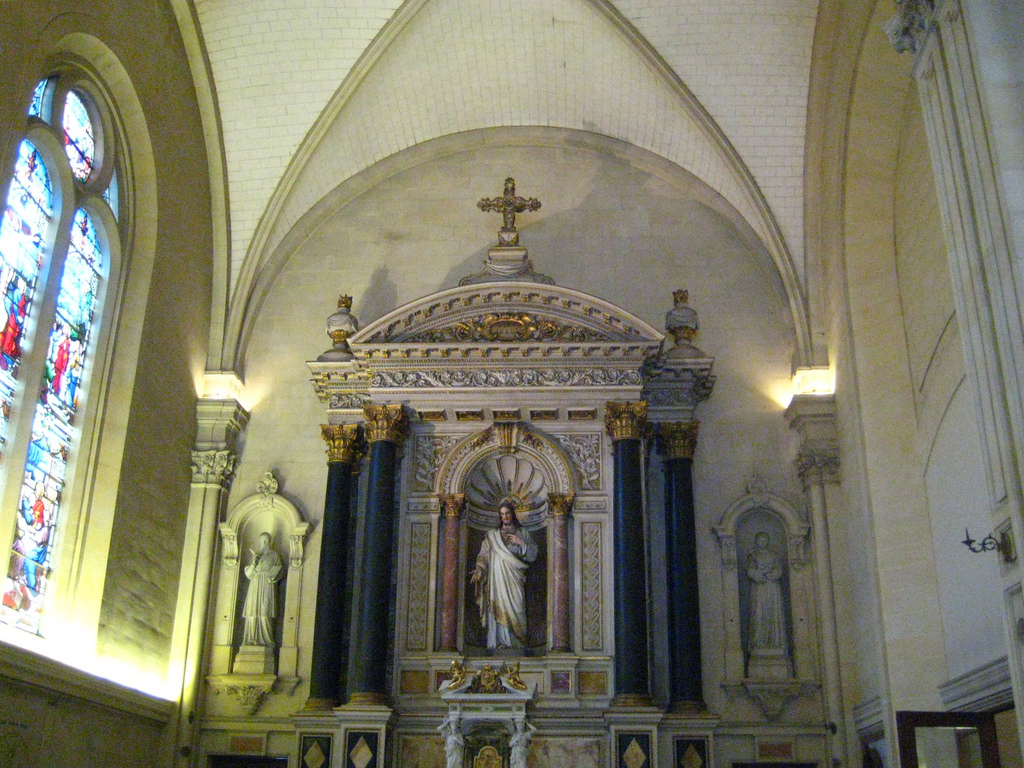
Die Kapelle des Klosters der Schwestern von der Heimsuchung in Caen

Am 30. September 1897 starb Thérèse. Ein Jahr später erschien Die Geschichte einer Seele, die Autobiographie von Thérèse. Léonie las das Buch und die Lektüre half ihr, ihre eigene Berufung zu verwirklichen: Am 28. Januar 1899 trat Léonie im Alter von 35 Jahren wiederum ins Kloster der Salesianerinnen von Caen ein. Sie wurde am 30. Juni 1899 eingekleidet und erhielt den Ordensnamen Françoise-Thérèse.
Bei den Visitandinnen übernahm Schwester Françoise-Thérèse vielfältige Aufgaben, aber stets nur als Aushilfe oder als Unterstützung für eine andere Schwester, da ihr nicht zugetraut wurde, eine Aufgabe allein auszuführen. Ihren Mitschwestern war sie stets sympathisch, auf manche liebevolle Neckerei wegen ihres einfachen Gemüts wusste sie dennoch eine passende Antwort zu geben. Schwester Françoise-Thérèse arbeitete unter anderem auf der Krankenstation, in der Sakristei und an der Pforte. Sie litt weiter an ihrer schwachen Gesundheit.
Mit ihren Schwestern im Karmel war sie mittels einer umfangreichen Briefkorrespondenz in Kontakt. Nur ein einziges Mal sahen die Schwestern sich anlässlich einer Zeugenaussage Sr. Françoise-Thérèses im Zuge des Seligsprechungsprozesses Sr. Thérèses vom Kinde Jesu im Karmel von Lisieux wieder. Die Selig- und Heiligsprechung ihrer Schwester Thérèse waren für Sr. Françoise-Thérèse eine große Freude: Am 29. April 1923 sprach Papst Pius XI. Sr. Therese selig, am 17. Mai 1925 folgte die Heiligsprechung. Mit ihren leiblichen Schwestern aus dem Karmel von Lisieux wurde Sr. Françoise-Thérèse zu den Feierlichkeiten der Heiligsprechung nach Rom eingeladen, alle vier zogen es jedoch vor, in ihrem Kloster zu bleiben und das Aufsehen zu meiden.
Zu Beginn des Jahres 1941 wurde Schwester Françoise-Thérèse, von Krankheit gezeichnet, aus ihrer Zelle in das Krankenzimmer verlegt. In der Nacht vom 16. auf den 17. Juni starb sie friedlich in Gegenwart ihrer Oberin.

## Seligsprechungsprozess
Seit ihrem Tod kommen viele Pilger an das Grab von Léonie Martin. Besonders Eltern mit schwierigen Kindern rufen sie um ihre Fürsprache an. Am 24. Januar 2015 verkündete der Bischof von Bayeux, Jean-Claude Boulanger, dass er bei der Kongregation für die Selig- und Heiligsprechungen um Erlaubnis bitten werde, den Seligsprechungsprozess für Léonie Martin auf Diözesanebene eröffnen zu dürfen. Am 2. Juli 2015, dem Fest der Heimsuchung Mariens, eröffnete Bischof Boulanger feierlich den Seligsprechungsprozess. Postulator für den Prozess ist der italienische Karmelit Antonio Sangalli, Generalpostulator des Ordens der Unbeschuhten Karmeliten. Am 25. April 2015 wurde das Grab von Léonie Martin geöffnet. Der gut erhaltene Leichnam wurde in einen Schrein aus Plexiglas gelegt. Er ruht seit dem 21. Januar 2017 in der Klosterkirche der Visitandinnen. Am 22. Februar 2020 wurde die diözesane Phase des Prozesses feierlich abgeschlossen und das Material an Rom übergeben.